# Pholcus corniger
Pholcus corniger är en spindelart som beskrevs av Dimitrov och Ignacio Ribera 2006. Pholcus corniger ingår i släktet Pholcus och familjen dallerspindlar.
Artens utbredningsområde är Kanarieöarna. Inga underarter finns listade i Catalogue of Life.